# Junior García
Junior José García Contreras (ur. 7 października 2001) – honduraski piłkarz występujący na pozycji środkowego obrońcy, od 2024 roku zawodnik Génesis.